# Conspiracy (альбом Junior M.A.F.I.A.)
Conspiracy — дебютный студийный альбом американской хип-хоп-группы Junior M.A.F.I.A., выпущенный 29 августа 1995 года на лейбле Big Beat Records.
Альбом был спродюсирован Lance «UN» Rivera, The Notorious B.I.G., Daddy-O, Understanding, Clark Kent, EZ Elpee, Akshun и Special Ed. В записи альбома приняли участие рэпер Jamal Phillips (из группы Illegal), R&B-певица Faith Evans и R&B-исполнитель Jimmy Cozier.
Conspiracy достиг 8 места в чарте Billboard 200 и 2 места в чарте Top R&B/Hip Hop Albums в американском журнале Billboard. Альбом был сертифицирован как «золотой» 6 декабря 1995 года. Было продано 70 тысяч экземпляров альбома за первую неделю.
Три сингла из альбома попали в чарты американского журнала Billboard: «Player’s Anthem», «I Need You Tonight» при участии Aaliyah и «Get Money». «I Need You Tonight» также стал успешным в чарте UK Singles Chart в Великобритании. «Player’s Anthem» был сертифицирован RIAA как «золотой» 7 сентября 1995 года, а ремикс на песню «Get Money» получил «платиновый» сертификат в 1996 году.
После его выпуска альбом привлёк много внимания, обретя ажиотаж с выпуском синглов, таких как «Get Money» и «Player’s Anthem». На альбоме присутствует рэпер The Notorious B.I.G., который вносит свой вклад в продакшн альбома, помимо того, что появляется на четырёх треках альбома, а также является главным автором песен альбома.

## Приём критиков
| Оценки критиков | Оценки критиков |
| Источник        | Оценка          |
| --------------- | --------------- |
| AllMusic        | [ 9 ]           |

Conspiracy имел коммерческий успех и получил смешанные критические отзывы. Стивен Томас Эрлвайн из AllMusic написал, что «Учитывая то, что альбом Ready to Die был одним из оригинальных хип-хоп-релизов начала 90-х, Conspiracy мог быть вдохновенным, приятным сиквелом; вместо этого это удачно воспроизведенная сильная сторона более ранней записи».

## Список композиций
| #  | Название                                    | Исполнитель                                                        | Продюсер                            | Длительность |
| -- | ------------------------------------------- | ------------------------------------------------------------------ | ----------------------------------- | ------------ |
| 1  | «Intro»                                     | Bugsy, Larceny, Little Kim, Mooch Dog, Nino, Trife, Understanding  | Lance «UN» Rivera                   | 2:42         |
| 2  | «White Chalk»                               | Larceny, Trife                                                     | Daddy-O, Understanding              | 4:40         |
| 3  | «Excuse Me» (Interlude)                     | Junior M.A.F.I.A., Justice Rivera interlude                        | Lance «UN» Rivera                   | 0:50         |
| 4  | «Realms of Junior M.A.F.I.A.» (feat. Jamal) | Cheek Del Vec, Jamal Phillips, Little Caesar, The Notorious B.I.G. | DJ Clark Kent, The Notorious B.I.G. | 4:25         |
| 5  | «Player’s Anthem»                           | Little Caesar, The Notorious B.I.G., Little Kim                    | DJ Clark Kent                       | 5:22         |
| 6  | «I Need You Tonight» (feat. Faith Evans)    | Faith Evans, Trife, Little Kim, Klepto                             | DJ Clark Kent                       | 4:28         |
| 7  | «Get Money»                                 | Little Kim, The Notorious B.I.G.                                   | EZ Elpee                            | 4:34         |
| 8  | «I’ve Been…» (Interlude)                    | Junior M.A.F.I.A., Justice Rivera                                  | Lance «UN» Rivera                   | 0:35         |
| 9  | «Crazaay»                                   | Jacob York, Justice Rivera, Money L, Troy Jernigan, Understanding  | DJ Clark Kent                       | 3:58         |
| 10 | «Back Stabbers» (feat. Jimmy Cozier)        | Little Kim, Jimmy Cozier                                           | Daddy-O                             | 5:34         |
| 11 | «Shot!» (Interlude)                         |                                                                    | Lance «UN» Rivera                   | 0:55         |
| 12 | «Lyrical Wizardry»                          | Klepto                                                             | Akshun                              | 3:52         |
| 13 | «Oh My Lord»                                | Klepto, The Notorious B.I.G.                                       | Special Ed                          | 3:39         |
| 14 | «Murder Onze»                               | Cheek Del Vec, Klepto, Larceny, Trife                              | Akshun                              | 4:22         |
| 15 | «Outro»                                     | Jacob «Slim Poppa» York, Little Kim, Trife                         | Lance «UN» Rivera                   | 0:41         |

## Участники записи
- Кристофер «Ноториус Би. Ай. Джи» Уоллес – исполнительный продюсер, вокал, музыкальный продюсер (4), автор песен
- Ланс «Ан» Ривера – исполнительный продюсер, концепция дизайна, музыкальный продюсер (1, 3, 8, 11, 15)
- Крейг Каллман (владелец лейбла Big Beat Records) – исполнительный продюсер
- Лил' Сиз – вокал
- Трайф – вокал
- Ларсени – вокал
- Лил' Ким – вокал
- Нино Браун – вокал
- Чико Дель Век – вокал
- Клепто – вокал
- Капоне – вокал
- Багси – вокал
- Джейкоб «Слим Поппа» Йорк – помощник исполнительного продюсера
- Диджей Кларк Кент – музыкальный продюсер (4, 5, 6, 9), помощник исполнительного продюсера
- Дэдди-О – музыкальный продюсер (2, 10)
- Андестендинг – музыкальный продюсер (2)
- ИЗ Элпи – музыкальный продюсер (7)
- Акшун – музыкальный продюсер (12, 14)
- Спешал Эд – музыкальный продюсер (13)
- Кенни Ортиз – звукорежиссёр (запись)
- Рич «Доминика» Эррера – звукорежиссёр (запись)
- Кенни Ортиз – звукорежиссёр (сведение)
- Рик Эссиг – мастеринг
- Чи Моду – фотограф
- Крис Каллавей – дизайнер (обложка альбома)

## Чарты

### Еженедельные чарты
| Чарт (1995)                            | Высшая позиция |
| -------------------------------------- | -------------- |
| США (Billboard 200)                    | 8              |
| США (Billboard Top R&B/Hip-Hop Albums) | 2              |

### Синглы
| Год  | Песня                                | Позиции в чартах | Позиции в чартах  | Позиции в чартах      | Позиции в чартах | Сертификация |
| Год  | Песня                                | UK Singles Chart | Billboard Hot 100 | Hot R&B/Hip-Hop Songs | Hot Rap Songs    | RIAA         |
| ---- | ------------------------------------ | ---------------- | ----------------- | --------------------- | ---------------- | ------------ |
| 1995 | «Player’s Anthem»                    | –                | 13                | 7                     | 2                | Золотой      |
| 1995 | «I Need You Tonight» (feat. Aaliyah) | 66               | –                 | 43                    | 12               |              |
| 1996 | «Get Money»                          | –                | 17                | 4                     | 1                |              |
| 1996 | «Gettin' Money»                      | –                | –                 | –                     | –                | Платиновый   |

## Сертификации
| Регион | Сертификация | Продажи  |
| --- | ------------ | -------- |
| США (RIAA) | Золотой      | 500,000^ |
| * Данные о продажах приведены только на основе сертификации. ^ Данные о тиражах приведены только на основе сертификации. |              |          |